# 1320 Імпала
1320 Імпала (1320 Impala) — астероїд головного поясу, відкритий 13 травня 1934 року.
Тіссеранів параметр щодо Юпітера — 3,128.